# فراکونالتو
فراکونالتو (به ایتالیایی: Fraconalto) یک کومونه در ایتالیا است که در استان آلساندریا واقع شده‌است.

## خصوصیات
فراکونالتو ۱۵٫۸ کیلومترمربع مساحت و ۳۷۱ نفر جمعیت دارد و ۷۲۵ متر بالاتر از سطح دریا واقع شده‌است.